# Kami
Kami  (神 em japonês) ser sobrenatural com poderes que um ser humano comum não tem como: espíritos da natureza, protetores ancestrais, divindades relacionadas à prática religiosa do Xintoísmo. Note-se, todavia, que esta palavra não corresponde exactamente ao que nas religiões monoteístas se entende por “deus”. Para essas religiões, “deus” tem um sentido de transcendência e superioridade, habitante de um mundo superior. Também há desses deuses no Xintoísmo, mas o conceito não é suficiente. Kami designa toda a sorte de espíritos, fenômenos ou "poderes sagrados" invisíveis e poderosos. O termo liga-se etimologicamente ao sentido de “divino, supremo, elevado, superior” e é preferível a qualquer tradução. Nas escrituras antigas, aparecem outros nomes para designar o divino, mas todos caíram em desuso.
Os kami não são separados da natureza, mas são da natureza, possuindo características positivas e negativas, e boas e más. São manifestações de musubi (結び), a energia que interconecta o universo, e são consideradas exemplares do que a humanidade deve se esforçar para alcançar. Acredita-se que os kami estejam "ocultos" deste mundo e habitam uma existência complementar que espelha a nossa: shinkai (神界, "o mundo dos kami").:22 Estar em harmonia com os aspectos inspiradores de reverência da natureza é estar consciente de kannagara no michi (随神の道 ou 惟神の道, "o caminho dos kami").
No princípio, kami designava tudo aquilo que era fora do vulgar, tanto divino como demoníaco. Tal carácter foi-se perdendo até, mais tarde passar a designar propriamente o sagrado. Parece haver algum sentido em relacionar os kami venerados em cada aldeia com objetos que tinham um papel preponderante e que foram sendo progressivamente deificados, até se lhes reconhecer carácter sagrado. Hoje em dia, são inúmeros os kami. As escrituras falam de 800 miríades (8 milhões), mas tal número não tem correspondência com a realidade das divindades veneradas. Seja como for, há um grande número de kami, desde os nacionais até aos patronos das aldeias, que muitas vezes nem sequer têm nome: são simplesmente a divindade local.

## Tipos de kami
- os kami ligados a forças incompreensíveis da natureza. Qualquer fenómeno detentor de força superior e extraordinária, ou de carácter misterioso, veio a ser venerado como divino. Assim, temos kami relacionados com astros (Sol, Lua, estrelas), com fenómenos meteorológicos (chuva, tempestade, relâmpago), com actividades humanas (alimento, colheitas, arroz). Estes kami são geralmente hierofanias despersonalizadas, ainda que alguns apresentem rasgos incipientes de personalidade. A este grupo pertence o kami considerado mais eminente pelos japoneses: a deusa do Sol, Amaterasu O-mikami, venerada no santuário nacional de Ise, o maior do Japão. Estas divindades dignam-se descer a objectos rituais de forma temporária ou permanente, a instâncias dos fiéis;

- kami relacionados com a fecundidade e o crescimento, com poder criativo e vigoroso, invocados pelos fiéis como defensores da vida, em situações de perigo;

- são também venerados como kami, e este é um aspecto interessante e peculiar do Xintoísmo, alguns seres humanos. Heróis, pessoas que se destacaram aos mais diversos níveis, podem ser considerados divinos e venerados, tendo imensos templos por todo o Japão. A estes há que acrescentar os imperadores, durante muito tempo eram considerados equivalentes a kami vivos, por descenderem directamente da deusa do Sol. Certos antepassados e fundadores de comunidades foram também divinizados. Há que distinguir, no entanto, divindades de espíritos dos mortos: destes, só alguns podem ser considerados kami.

Há elementos naturais concretos, tais como árvores, rios, nascentes, cascatas, que suscitam a adoração dos fiéis. Nesse caso, porém, não são considerados divindades em si, mas antes sua morada. O kami manifesta-se naquele elemento concreto, e por isso é que ele é digno de veneração.
Neste conjunto, merece especial destaque o culto das montanhas. Frequentes no Japão, elas têm particular importância por serem a origem das nascentes, pois a água dos rios é essencial à agricultura. Foram por isso consideradas morada de kami importantes, e como tal veneradas.
Apesar desta diversidade, os kami têm entre si vários aspectos em comum:
- são divindades geralmente vagas, sem personalidade, e incorpóreas, o que lhes permite habitar em vários locais ao mesmo tempo;

- dada a sua grande multiplicidade, nunca são considerados omnipotentes, omniscientes ou absolutos. O Xintoísmo, por isso, reconhece a possibilidade de existência de outras divindades;

- no entanto, os kami são superiores ao homem e têm conhecimento das coisas passadas, presentes e futuras. Exercem domínio sobre a natureza, que podem aplicar em favor do homem. Por isso, o crente dirige-lhes preces, para que se voltem a seu favor.

- têm repugnância por tudo quanto é impuro, pelo que só admitem quem está livre da impureza, lançando castigos sobre quem as provoca.

## Lista de Kami
- Shinigami, deus da morte responsabilizado de levar as almas dos mortos para o outro mundo;
- Abbuto, invocado para a cura de doenças
- Amaterasu-oo-mikami, Deusa do sol
- Ame-no-Uzume-no-Mikoto, Deusa da alegria do amanhecer e da folia
- Tsukuyomi-no-kami, Deus da lua
- Susano-oo-no-mikoto, Deus do mar e das tempestades
- Omoikane, Deus da sabedoria
- O-Kuni-nushi, Deus da terra
- Raijin, Deus do raio
- Fujin, Deus do vento